# Альтусрід
Альтусрід (нім. Altusried) — громада в Німеччині, знаходиться в землі Баварія. Підпорядковується адміністративному округу Швабія. Входить до складу району Оберальгой.
Площа — 91,68 км2. Населення становить 10 224 ос. (станом на 31 грудня 2020).